# SecuROM
SecuROM（セキュロム）は、ソニーDADCが開発したCD/DVDのコピーガードおよびデジタル著作権管理（DRM）製品である。Microsoft Windows上で動作する市販されるコンピュータゲームを中心としたソフトウェアの不正コピーやリバースエンジニアリングを防止することを目的としている。後期のバージョンでは、ディスク保護の方法としてデータ位置測定が採用され、オンライン認証DRMと併用されることもある。SecuROMは2000年代後半に注目を集めたが、頻繁なオンライン認証と厳しいキー有効化の制限を要求されたため、論争を巻き起こした。2008年には、ビデオゲーム「Spore」でSecuROMが使用されていることが原因で、エレクトロニック・アーツ社に対して集団訴訟が起こされた。

## ソフトウェア
SecuROMは同じキーから同時に起動するPCの台数を制限していて、ゲームの削除時にアンインストールされることはない。SecuROM 7.xでは、SecuROMがインストールされたソフトウェアを削除した後にSecuROMを削除するためのツール「SecuROM 削除ツール（Removal Tool）」が初めて搭載された。また、ほとんどの製品には、ライセンスを無効化するための認証取り消しツールが搭載されていて、すべてのライセンスを取り消すと、元の認証の上限値に復元される。Microsoft Windowsのアクティベーションと同様に、ハードウェアの変更があたかもコンピュータの変更のように見なし、ソフトウェアの再認証を強制される場合がある。また、コンピュータを再フォーマットしても、製品認証サーバーが同じハードウェアでの再インストールとして正常に検出すれば、認証可能回数が消費されない場合がある。なお、同一パソコンで複数回のハードウェアトリガーによる再認証を行い、制限に達したと判断された場合は、個別に認証制限を増やす場合がある。

## 既知の問題点
- SecuROMは、オリジナルのゲームディスクがドライブに挿入されていることが認識されない可能性がある。これは、ほぼすべての構成で発生する可能性があり、ディスクを挿入し直すか、コンピュータを再起動することで通常問題が解決される[9]。
- Windows VistaではVistaのネットワーク設定で明示的輻輳（ふくそう）通知が有効になっていると、SecuROMはゲームの実行を阻止する[10]。
- ディスクドライブのエミュレータやデバッグソフトウェアなど、コピーガードを回避するために使用できるソフトウェアは、ゲームの起動をブロックし、セキュリティモジュールエラーを生成する。このようなソフトウェアを無効にすると、通常は問題が解決されるが、場合によってはアンインストールが必要である[9]。
- SecuROMは他のソフトウェアと競合していて、最もよく知られているのはSysInternalsのProcess Explorer（バージョン11以前）である。保護対象のソフトウェアを実行する前にProcess Explorerを使用すると、Process Explorerを閉じた後にメモリ内に保持されたドライバーが原因でエラーが発生することがあった。この問題は、ゲーム起動時にProcess Explorerがバックグラウンドで実行されていないことを確認するか、Process Explorerを更新することで解決できる[9]。
- SecuROMは、特定の光学ドライブとハードウェアレベルの非互換性があるため回避策もある[9]。